# 菜头肾
菜头肾（学名：Strobilanthes sarcorrhiza）为爵床科紫云菜属的植物，是中国的特有植物。分布在中国大陆的浙江等地，目前尚未由人工引种栽培。